# Henry William Bayntun
Henry William Bayntun, né en 1766 à Alger et mort le 16 décembre 1840 à Bath, est un amiral de la Royal Navy.
Actif entre 1777 et 1840, il participe à la guerre d'indépendance des États-Unis, aux guerres de la Révolution française et aux guerres napoléoniennes. Il participe à la fois à des victoires prestigieuses comme la bataille de Trafalgar et à des défaites cuisantes comme lors des Invasions britanniques du Río de la Plata.
Le HMS Bayntun est nommé en son honneur.